# المقاتل النهائي: فريق نوغيرا ضد فريق مير
المقاتل النهائي: فريق نوغيرا ضد فريق مير (بالإنجليزية: The Ultimate Fighter: Team Hughes vs. Team Serra)‏ هو الموسم السابع من المسلسل التلفزيوني الواقعي المقاتل النهائي الذي أنتجته يو إف سي وعُرض لأول مرة في 17 سبتمبر 2008.

## نهائي المقاتل النهائي 8
المقاتل النهائي: نهائي فريق نوغيرا ضد فريق مير (المعروف أيضًا باسم نهائي المقاتل النهائي 8) كان حدثًا للفنون القتالية المختلطة أُقيم من قِبل يو إف سي في 13 ديسمبر 2008.